# Aleksa Todorović
Aleksa Todorović (serbisch-kyrillisch Алекса Тодоровић; * 1899 in Negrišori, Oblast Dragačevo bei Čačak, Königreich Serbien; † 1990) war ein serbisch-orthodoxer Erzpriester und als Militärgeistlicher des faschistischen Serbischen Freiwilligen-Korps (SFK) ein Kollaborateur mit dem nationalsozialistischen Deutschland.
Die Priesterweihe erhielt Todorović im Jahre 1925 und diente als Pfarrer in Arilje (Okrug Zlatibor). Neben Nikolaj Velimirović (1881–1956) und Dimitrije Najdanović (1897–1986) war Todorović ein Führer der serbisch-orthodoxen Laienbewegung der Bogomoljci (Beter zu Gott) und zeitweise der Herausgeber ihrer Publikation Hrišćanska Zajednica (Christliche Gemeinschaft). Todorović war eng mit der von Dimitrije Ljotić gegründeten faschistischen ZBOR-Partei verbunden. Nachdem Ljotić 1941 den bewaffneten Arm der Partei, das Serbische Freiwilligen-Korps, gegründet hatte, wurde Todorović zum Militärgeistlichen und geistigen Führer der Einheit.
Nach dem Zusammenbruch des serbischen Vasallenstaates 1944 ging Todorović ins politische Exil. Unter anderem arbeitete er an der damals in München herausgegebenen serbischen Emigrantenzeitung Iskra (Der Funke) mit, die von ehemaligen Führungspersönlichkeiten der ZBOR-Partei bzw. des SFK herausgegeben wurde. Auf Initiative von Bischof Velimirović gründete Todorović den serbischsprachigen Münchener Verlag Svečanik. Der Verlag wurde von Dimitrije Najdanović und dem Historiker und Schriftsteller Đoko Slijepčevič (1907–1993) betrieben, die beide Mitarbeiter von Ljotić und Funktionäre in der serbischen Kollaborationsregierung des Milan Nedić waren. Von 1950 bis 1974 übernahm Todorović die priesterlichen Pflichten der serbisch-orthodoxen Gemeinde von München. Er stand dabei unter dem Schutz des Patriarchen der Serbisch-orthodoxen Kirche German (1899–1991).